# Village ibérique de Turó d'en Boscà
Le village ibérique de Turó d'en Boscà est un site archéologique situé dans la commune de Badalone (comarque de Barcelonès), dans la province de Barcelone en Catalogne,.

## Description
Ce village a été établi sur la colline du même nom et habité par la tribu ibère des Laietans entre les IVe et Ier siècle av. J.-C.,  ce qui correspond à la monnaie de bronze ibérique de Baetulo qui a  été battu entre les IIe et Ier siècles av. J.-C.. Le village est situé sur les sommets et les pentes d'une des collines de la chaîne côtière, entre les vallées du Canyet et du Pomar, à l'ouest du Mas Boscà. La colline est balisée et protégée par une clôture en fer.
Les premiers travaux de fouilles n'ont eu lieu qu'en 1933, sous la direction de Joaquim Font i Cussó , année au cours de laquelle d'importants vestiges des fortifications de la ville ont été découverts, démontrant l'importance du site. Entre 1978 et 1988, le Musée de Badalone a réalisé une série de campagnes de fouilles en divers endroits de la ville qui ont permis une première approximation de sa configuration urbaine et de la chronologie du site.

## Galerie

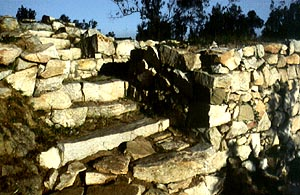
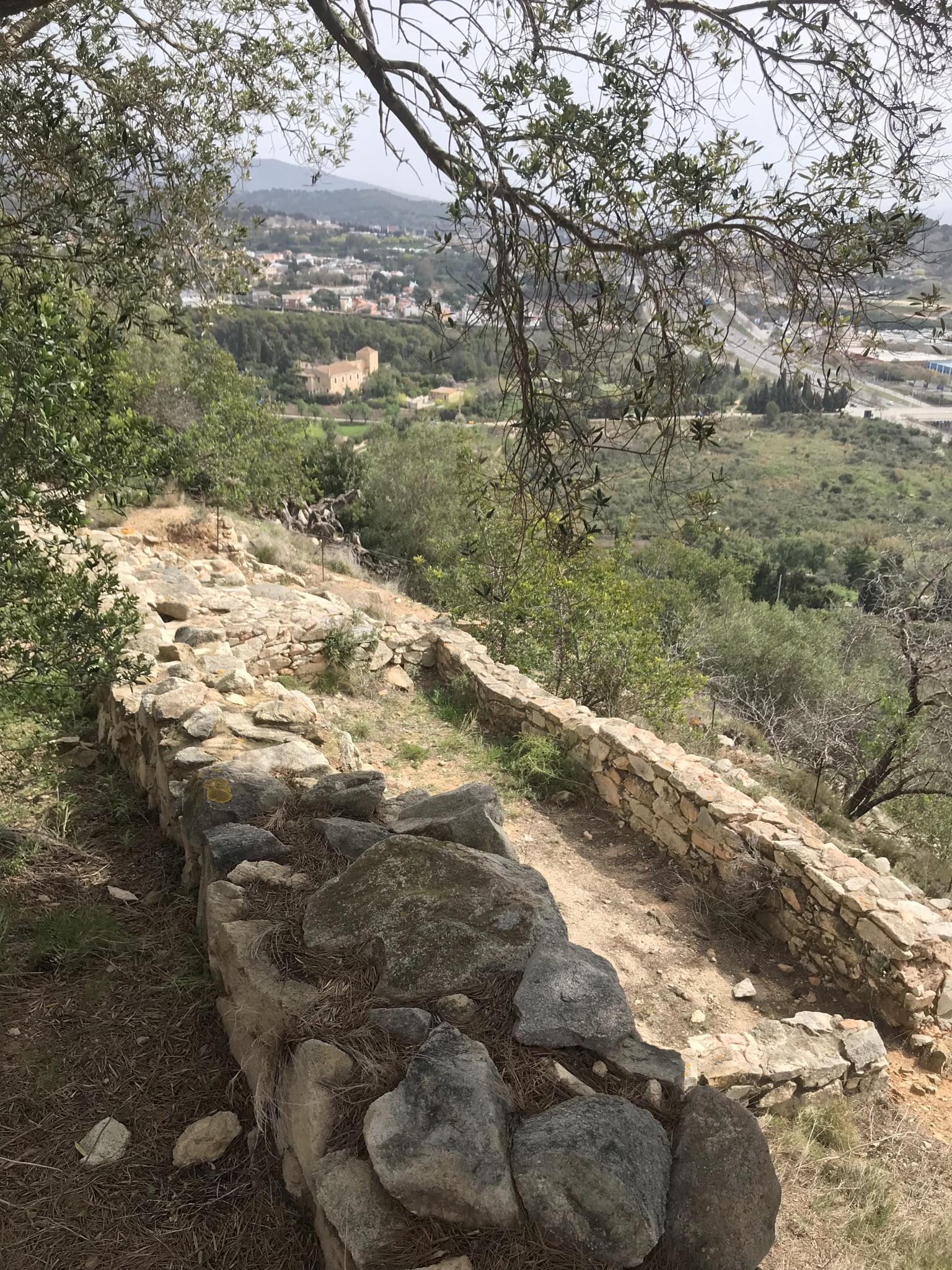